# Буско-Здруй (гмина)
Буско-Здруй (пол. Busko-Zdrój) — городско-сельская гмина (волость) в Польше, входит как административная единица в Буский повет, Свентокшиское воеводство. Население — 32 560 человек (на 2004 год).

## Демография
| Перепись                       | Всего   | Всего | Женщины | Женщины | Мужчины | Мужчины |
| ------------------------------ | ------- | ----- | ------- | ------- | ------- | ------- |
| Единицы                        | человек | %     | человек | %       | человек | %       |
| Население                      | 32 560  | 100   | 16 815  | 51,6    | 15 745  | 48,4    |
| Плотность населения (чел./км²) | 138     | 138   | 71,3    | 71,3    | 66,8    | 66,8    |

## Соседние гмины
1. Гмина Хмельник
2. Гмина Гнойно
3. Гмина Новы-Корчин
4. Гмина Пиньчув
5. Гмина Солец-Здруй
6. Гмина Стопница
7. Гмина Вислица